# Tony Bennett (giocatore di football americano)
Tony Lydell Bennett, detto Alligator (Alligator, 1º luglio 1967), è un ex giocatore di football americano statunitense che ha militato nel ruolo di linebacker nella National Football League (NFL). Al college giocò a football a Mississippi

## Carriera
Bennett fu scelto come 18º assoluto del Draft 1990 dai Green Bay Packers. Vi giocò per quattro stagioni fino al 1993 e al momento del suo addio alla squadra i suoi 36 sack erano la quarta miglior cifra della storia della franchigia. Nel 1994 passò agli Indianapolis Colts con cui mise a segno altri 28,5 sack in quattro stagioni, ritirandosi dopo il 1997.

## Statistiche
| Partite    | 108  |
| Sack       | 64,5 |
| Intercetti | 0    |